# Tatort: Außer Kontrolle
Außer Kontrolle ist ein Fernsehfilm aus der Kriminalreihe Tatort der ARD, des ORF und SRF. Der Film wurde vom MDR unter der Regie von Olaf Kreinsen produziert und am 11. Mai 2003 erstmals ausgestrahlt. Es handelt sich um die Tatort-Folge 532. Für den Kriminalhauptkommissar Bruno Ehrlicher und seinen Kollegen Kain ist es der elfte Fall, den sie in Leipzig ermitteln.

## Handlung
Der Obdachlose Eddi Löser wird ertrunken am Ufer der Pleiße aufgefunden. Der Rechtsmediziner stellt einen sehr hohen Alkoholwert fest und schließt auf ein selbstverschuldetes Ertrinken, möglicherweise auch Selbstmord. Kain hat Zweifel, denn er kannte Löser. Er ist mit ihm zusammen in die Schule gegangen und weiß, dass er Sport in jeglicher Form hasste. Somit wäre er nie freiwillig schwimmen gegangen. Kain kennt auch Lösers Exfrau. Als er sie zusammen mit Ehrlicher aufsucht, findet er es seltsam, dass ihr neuer Freund Streifenpolizist Frank Lohner ist und dieser den Toten zuerst gefunden hatte. Er ist dafür bekannt, dass er rigoros versucht, „sein“ Viertel sauber zu halten, und dass Obdachlose ihm gar nicht gefallen.
Einen ersten Hinweis erhalten Ehrlicher und Kain von einem Wirt, der angeblich die Polizei angerufen hat, da er sich von Löser belästigt fühlte. Die Überprüfung des Anschlusses führt zu dem Apotheker Dr. Mühlberg. Darauf können sich die Beamten allerdings keinen Reim machen. Jedoch haben sie den Eindruck, dass auch er sehr daran interessiert ist, dass das Viertel „sauber“ bleibt. So wie es aussieht, hat er sich sogar mit weiteren Gewerbetreibenden zu einer Art Bürgerwehr zusammengetan. Sehr wahrscheinlich gehört zu ihnen auch eine Gruppe „halbstarker“ Jugendlicher mit dem Apothekersohn Mario Mühlberg als Anführer. Einen dieser Jungs können Ehrlicher und Kain zu einem Geständnis bewegen. Lukas gibt zu vom Wirt des Uferrestaurant einen Anruf erhalten zu haben, damit er den Penner (Löser) aus dem Viertel jagt. Er hätte Löser genötigt ins Wasser zu gehen, sei dann aber wieder weggefahren.
Die Kommissare halten die ganze Zeit Frank Lohner für den Hauptdrahtzieher, doch offenbart sich ihnen sehr bald der wahre „Kopf“. Als Kain zufällig in angetrunkenem Zustand der Gruppe Jugendlicher in die Hände fällt, wird er von ihnen zusammengeschlagen, da sie ihn für einen Penner halten. Als sie ihren Irrtum bemerken, wollen sie Kain sogar zum Schweigen bringen. Während Mario Mühlberg den Kommissar in bewusstlosem Zustand in die Pleiße rollen lässt, kann Lukas dieses Unrecht nicht mit ansehen und rettet den Kommissar. Kain ist damit klar, dass Mühlberg auch für Eddi Lösers Tod verantwortlich ist.

## Hintergrund
Außer Kontrolle wurde von der Saxonia Media Filmproduktion GmbH produziert und in Leipzig gedreht.

## Rezeption

### Einschaltquoten
Bei seiner Erstausstrahlung am 11. Mai 2003 wurde die Folge Außer Kontrolle in Deutschland von 7,94 Millionen Zuschauer gesehen, was einem Marktanteil von 25,70 Prozent entsprach.

### Kritik
Rainer Tittelbach von tittelbach.tv hält diesem Tatort für einen „gut gemachten Milieu-Krimi.“ Er schreibt: „Ein Viertel, ein Thema, viel Emotion und ein großes Finale – ‚Außer Kontrolle‘ ist ein dicht erzählter Krimi geworden, der auf vielen Ebenen Spannung verspricht. Gemäßigt modern erzählt von Olaf Kreinsen und stimmig besetzt mit Schauspielern wie Oliver Stritzel, Anne-Marie Bubke oder Maximilian Pfaff.“
Trotz der guten Einschaltquote bewerten die Kritiker der Fernsehzeitschrift TV Spielfilm den Film nur mittelmäßig und meinen „der ‚Tatort‘ erhebt seinen Zeigefinger etwas zu theatralisch gegen politikverdrossene Bürgerwehren.“ Fazit: „Leipziger Einerlei – fade und zu bemüht.“